# 情報起業家
情報起業家（じょうほうきぎょうか）またはインフォプレナー (Infopreneur) とは、自分自身あるいは自社の成功ノウハウやビジネスツールなどを電子書籍やCD、DVDなどの形態で販売する個人や企業経営者を指す。
なお、インフォプレナーはインフォメーション（情報、Information）とアントレプレナー（起業家、Entrepreneur）を合成した造語である。

## 解説
自分のノウハウをインターネットやセミナーで売る手法はアメリカ発祥のビジネススタイルだが、日本では2001年に大前研一が著書で紹介している。